# Britische Tourenwagen-Meisterschaft 2000

Das offizielle Logo der BTCC

Die 43. Saison der Britischen Tourenwagen-Meisterschaft begann am 7. April 2000 in Brands Hatch und endete in einem Nachtrennen am 16. September 2000 in Silverstone. Nach 24 Rennen siegte nach 1997 erneut Alain Menu vor Anthony Reid und Rickard Rydell (alle mit Ford Mondeo). Sieger der Konstrukteurswertung wurde Ford.

## Änderungen
- Der Meister von 1999, Laurent Aïello, fuhr 2000 nicht in der BTCC, um seinen Titel zu verteidigen. Er fuhr stattdessen für Audi in Le Mans und in der neu aufgelegten DTM.
- Honda holte den Champion von 1994, Gabriele Tarquini, und Le-Mans-Sieger Tom Kristensen zur Unterstützung von James Thompson ins Team.
- Rickard Rydell wechselte zu Ford, nachdem Volvo sich zurückgezogen hatte.
- In das Team von Vauxhall wechselte Jason Plato vom ebenfalls aus der BTCC ausgetretenen Hersteller Renault, sowie Vincent Radermecker, vormals Volvo. Yvan Muller war bereits 1999 für Vauxhall in der BTCC angetreten.

## Ergebnisse und Wertungen

### Kalender
|        | Datum              | Rennen     | Strecke                   | Pole-Position     | Platz 1           | Platz 2             | Platz 3        |
| ------ | ------------------ | ---------- | ------------------------- | ----------------- | ----------------- | ------------------- | -------------- |
| 1, 2   | 7.–8. April        | England    | Brands Hatch (GP)         |                   | Alain Menu        | Yvan Muller         | Rickard Rydell |
| 1, 2   | 7.–8. April        | England    | Brands Hatch (GP)         | Jason Plato       | Anthony Reid      | Yvan Muller         |                |
| 3, 4   | 23.–24. April      | England    | Donington Park (National) |                   | Alain Menu        | Rickard Rydell      | Anthony Reid   |
| 3, 4   | 23.–24. April      | England    | Donington Park (National) | Alain Menu        | Gabriele Tarquini | Rickard Rydell      |                |
| 5, 6   | 30. April – 1. Mai | England    | Thruxton                  |                   | Yvan Muller       | Anthony Reid        | Jason Plato    |
| 5, 6   | 30. April – 1. Mai | England    | Thruxton                  | Yvan Muller       | Jason Plato       | Alain Menu          |                |
| 7, 8   | 13.–14. Mai        | Schottland | Knockhill                 |                   | Rickard Rydell    | Alain Menu          | Anthony Reid   |
| 7, 8   | 13.–14. Mai        | Schottland | Knockhill                 | Gabriele Tarquini | James Thompson    | Rickard Rydell      |                |
| 9, 10  | 28.–29. Mai        | England    | Oulton Park               |                   | Alain Menu        | Vincent Radermecker | Tom Kristensen |
| 9, 10  | 28.–29. Mai        | England    | Oulton Park               | Tom Kristensen    | Jason Plato       | Anthony Reid        |                |
| 11, 12 | 10.–11. Juni       | England    | Silverstone               |                   | James Thompson    | Anthony Reid        | Tom Kristensen |
| 11, 12 | 10.–11. Juni       | England    | Silverstone               | Yvan Muller       | Gabriele Tarquini | Alain Menu          |                |
| 13, 14 | 24.–25. Juni       | England    | Croft                     |                   | Rickard Rydell    | Anthony Reid        | Matt Neal      |
| 13, 14 | 24.–25. Juni       | England    | Croft                     | Rickard Rydell    | Alain Menu        | Matt Neal           |                |
| 15, 16 | 7.–8. Juli         | England    | Snetterton (Nachtrennen)  |                   | Jason Plato       | Tom Kristensen      | Rickard Rydell |
| 15, 16 | 7.–8. Juli         | England    | Snetterton (Nachtrennen)  | Alain Menu        | Jason Plato       | James Thompson      |                |
| 17, 18 | 29.–30. Juli       | England    | Donington Park (GP)       |                   | Anthony Reid      | Matt Neal           | James Thompson |
| 17, 18 | 29.–30. Juli       | England    | Donington Park (GP)       | Gabriele Tarquini | Matt Neal         | Anthony Reid        |                |
| 19, 20 | 27.–28. August     | England    | Brands Hatch (Indy)       |                   | Matt Neal         | Tom Kristensen      | Rickard Rydell |
| 19, 20 | 27.–28. August     | England    | Brands Hatch (Indy)       | Alain Menu        | Rickard Rydell    | Jason Plato         |                |
| 21, 22 | 9.–10. September   | England    | Oulton Park               |                   | Anthony Reid      | Gabriele Tarquini   | Yvan Muller    |
| 21, 22 | 9.–10. September   | England    | Oulton Park               | Gabriele Tarquini | Anthony Reid      | Yvan Muller         |                |
| 23, 24 | 15.–16. September  | England    | Silverstone (Nachtrennen) |                   | Tom Kristensen    | Rickard Rydell      | James Thompson |
| 23, 24 | 15.–16. September  | England    | Silverstone (Nachtrennen) | Tom Kristensen    | Jason Plato       | Alain Menu          |                |

## Punktestand

### Fahrer
| Pl. | Fahrer            | Punkte |
| --- | ----------------- | ------ |
| 1.  | Alain Menu        | 195    |
| 2.  | Anthony Reid      | 193    |
| 3.  | Rickard Rydell    | 178    |
| 4.  | Yvan Muller       | 168    |
| 5.  | Jason Plato       | 160    |
| 6.  | Gabriele Tarquini | 149    |
| 7.  | Tom Kristensen    | 143    |

| Pl. | Fahrer              | Punkte |
| --- | ------------------- | ------ |
| 8.  | Matt Neal           | 129    |
| 9.  | James Thompson      | 129    |
| 10. | Vincent Radermecker | 81     |
| 11. | Colin Blair         | 26     |
| 12. | David Leslie        | 15     |
| 13. | Peter Kox           | 2      |

### Marke
| Pl. | Marke    | Punkte |
| --- | -------- | ------ |
| 1.  | Ford     | 515    |
| 2.  | Honda    | 411    |
| 3.  | Vauxhall | 399    |